# Terminal passiu
Un  terminal no intelligent  o  terminal passiu  és un tipus de terminal que consisteix en un teclat i una pantalla de sortida, que s'utilitza per entrar i transmetre dades, o consultar dades des d'un ordinador remot al que s'està connectat.
Un terminal passiu, en contrast amb un terminal intel·ligent o un ordinador personal, no té capacitat de processament ni capacitat d'emmagatzematge i no pot funcionar com un dispositiu separat per sí sol.
Aquest sistema se sol implantar en biblioteques, instituts i llocs públics. Aquest mètode també se sol usar per centres especialitzats en educació via web. Per dur a terme aquest sistema, hi ha un programa anomenat DRBL, de fàcil instal·lació i configuració que consisteix a obrir un terminal gràfic en "segon pla" quan un ordinador fa servir la funció Arrencada de xarxa i l'adreça MAC es troba en la llista de "PC Permesos" o "Trusted Computers".

## Nota
1. ↑  Eric C. Coll. Telecom 101: Telecommunications for Non-Engineers.  Teracom Training Institute, 2001, p. 1–. ISBN 978-0-9730275-0-1 [Consulta: 1r juliol 2012].